# German U15

Емблема асоціації

German U15 (нім. German U15 e.V.) — спілка п'ятнадцяти найбільших та найрозвиненіших університетів Німеччини.
В університетах German U15 навчається 32 % усіх студентів у Німеччині та 35 % усіх іноземних студентів, причому 15 університетів становлять лише 13 % університетів країни (таких у Німеччині налічується 117). Починаючи з 1999 року, науковці U15 здобули 43 % усіх премій Лейбніца — престижної нагороди за видатні наукові досягнення.
У своїй діяльності спілка прагне досягти таких цілей:
1. поліпшити структуру та зміст науки й досліджень в університетах;
2. підвищити якість викладання та освіти;
3. заохотити публікацію нових результатів.

## Склад асоціації
- Боннський університет
- Вестфальський університет імені Вільгельма
- Вільний університет Берліна
- Вюрцбурзький університет
- Гамбурзький університет
- Гейдельберзький університет Рупрехта-Карла
- Геттінгенський університет
- Гумбольдтський університет Берліна
- Кельнський університет
- Лейпцизький університет
- Мюнхенський університет Людвіга-Максиміліана
- Тюбінгенський університет
- Університет Майнца імені Йоганна Гутенберга
- Університет Фрайбурга
- Франкфуртський університет

Спікером асоціації є ректор Гейдельберзького університету Бенргард Ейтель.